# Il diavolo e Max
Il diavolo e Max (The Devil and Max Devlin) è un film commedia del 1981 diretto da Steven Hilliard Stern.

## Trama
Max, appena morto in un incidente stradale, finisce all'inferno per le sue colpe. Per salvarsi fa un accordo con il diavolo: portare alla perdizione tre anime innocenti. Max così conosce le tre persone designate: una ragazza di provincia che vuole diventare una cantante, un giovane aiuto meccanico che desidera farsi valere nelle corse di moto cross e un bambino che sogna il marito giusto per la madre vedova. Max però si lascia coinvolgere sempre più nelle vite di quelli che diventano i suoi cari amici. Inizia così una corsa contro il tempo per ingannare l'astuto Diavolo.